# Arena Amazônia
Arena da Amazônia (Amazonijska Arena) je nogometni stadion u Manausu, u brazilskoj državi Amazonas, smješten na mjestu bivšeg stadiona Vivaldão. Stadion ima kapacitet od 44.300 sjedećih mjesta, a građen je od 2010. do 2014. u sklopu brazilskog domaćinstva nogometnog SP-a 2014. godine. Bio je domaćin utakmica nogometnog turnira na Ljetnim olimpijskim igrama 2016. godine. Tijekom Svjetskog kupa arena je imala ograničeni maksimalni kapacitet od 40.549 mjesta.   

## Dizajn i izgradnja
Izgrađen je na mjestu starog stadiona Vivaldo Lima, Arena da Amazônia smještena je na pola puta između međunarodne zračne luke Manaus i povijesne jezgre grada Manausa. U blizini je i kongresni centar Manaus i Arena Amadeu Teixeira. Troškove njegove izgradnje pokrili su savezna država Amazonas (25%) i Brazilska razvojna banka (75%). 
Stadion je dizajnirala njemačka arhitektonska tvrtka Gerkan, Marg and Partners, nadahnuta amazonskom prašumom koja okružuje grad Manaus, a njegova metalna vanjska struktura osmišljena je tako da podsjeća na slamnate košare kakve se tradicionalno prave u regiji. Stadion je izgradila brazilska inženjerska tvrtka Andrade Gutierrez i uključuje neke značajke poboljšane održivosti.
Stadion ima oko 44.300 sjedećih mjesta, a sadrži i restoran, luksuzne apartmane, podzemna parkirna mjesta i pristup osobama s posebnim potrebama. Uključuje i sustav recikliranja kišnice na licu mjesta i postrojenja za pročišćavanje otpadnih voda u svrhu smanjivanja potrošnje vode. Dizajniran je tako da koristi prirodnu ventilaciju kako bi smanjio potrošnju energije. Uz to, više od 95% materijala od srušenog stadiona je reciklirano.
Budući da je klima u Manausu, zbog svog položaja u blizini ekvatora, izuzetno topla, stadion je dizajniran da smanji temperaturu unutar građevine, uz pomoć poput bijele, reflektirajuće vanjske strane, obilne sjene nad prostorom za sjedenje i velike količine ventilacijskij otvora na pročelju zgrade.
Unatoč tim naporima, trener Engleske Roy Hodgson kritizirao je odabranu lokaciju stadiona rekavši da će ekstremne vrućine Manausa otežati igru. Engleska je kasnije, na izvlačenju, odabrana da otvori prvenstvo utakmicom protiv Italije upravo u Manausu, a utakmicu je izgubila rezultatom 2–1. Prosječni broj golova po utakmici u Manausu je bio 3,5, više od prosjeka prvenstva koji je bio 2,7 gola po utakmici. 
Sam stadion kritiziran je jer je bio potreban samo za Svjetsko prvenstvo, dok na kasnije igranim lokalnim nogometnim utakmicama u zabačenom Manausu stadion skoro zjapi prazan. Stadion je od Svjetskog kupa slabo korišten, tek povremeno se na njemu igraji utakmice 4. divizije i održavaju kršćanski evangelički koncerti. Stadion je bio domaćin nekoliko nogometnih utakmica za muškarce i žene tijekom Olimpijskih igara 2016. godine i nekih od kvalifikacijskih utakmica za FIFA-ino svjetsko prvenstvo u Brazilu 2018. godine.

## Vanjske poveznice
- (port.) Službena stranica stadiona